# Колодинский, Игорь Георгиевич
Игорь Георгиевич Колоди́нский (7 июля 1983 года, Магдебург) — российский волейболист, связующий, мастер спорта международного класса по пляжному волейболу.

## Биография
Начинал заниматься волейболом в Гродно в возрасте 10 лет, первый тренер — Николай Михайлович Гринь. В 2000 году был приглашён в фарм-команду «Локомотива-Белогорья», с 2002 года начал выступления за основную команду в Суперлиге. В составе белгородского клуба становился чемпионом России (2002/03, 2003/04, 2004/05); серебряным призёром чемпионата России (2005/06), победителем Кубка России (2003), победителем Лиги чемпионов (2002/03, 2003/04).
С мая 2005 года выступал в соревнованиях по пляжному волейболу, играл в паре с Андреем Ащевым, Сергеем Тетюхиным, Дмитрием Карасёвым, Леонидом Калининым, Дмитрием Барсуком (с августа 2006 года), Ярославом Кошкарёвым (в 2010 году).
Достижения в пляжном волейболе:
- серебряный призёр чемпионата мира в Гштаде — 2007;
- бронзовый призёр чемпионата Европы в Гамбурге — 2008;
- участник летних Олимпийских игр — 2008;
- чемпион России — 2006, 2008, 2009;
- призовые места на этапах Мирового тура:
  - Розето-дельи-Абруцци-2007 — 3-е место,
  - Загреб-2007 — 3-е место,
  - Марсель-2007 — 3-е место,
  - Санкт-Петербург-2007 — 2-е место,
  - Барселона-2008 — 2-е место,
  - Клагенфурт-2008 (турнир «Большого шлема») — 1-е место.
  - Кристиансанн-2009 — 1-е место.

Наивысшее место в мировом рейтинге — 1-е (с 10 по 17 июня 2007 года).
Игорь Колодинский — мировой рекордсмен по скорости полёта мяча при подаче (114 км/час), благодаря этому известен в мире под прозвищем «Базука», четырёхкратный (2007—2010) обладатель специального приза FIVB лучшему подающему Мирового тура.
3 августа 2008 года пара Дмитрий Барсук / Игорь Колодинский впервые в истории российского пляжного волейбола стала победителем этапа Мирового тура — турнира «Большого шлема» в Клагенфурте.
В 2008—2009 годах Барсук и Колодинский играли вместе и в классический волейбол — в команде высшей лиги «А» «ГУВД-Динамо» (Краснодар). В чемпионате России-2009/10 Колодинский выступал в составе клуба «Газпром-Югра» из Сургута, в декабре 2010 года дозаявлен в состав «Локомотива-Белогорья» и выиграл с этим клубом бронзовую медаль чемпионата России. В сезоне-2012/13 стал бронзовым призёром чемпионата России в составе казанского «Зенита», затем отыграл один сезон в московском «Динамо».
Летом 2014 года перешёл в новоуренгойский «Факел», где стал капитаном команды и провёл 6 сезонов. В её составе завоевал Кубок вызова (2016/17) и бронзовые медали клубного чемпионата мира (2018) и чемпионата России (2018/19).
В 2015 году выступал за сборную России на Мировой лиге.
После 2020 года играл в составе «Белогорья» и петербургского «Зенита». В сезоне-2023/24 выступал за турецкий «Девели» из Кайсери, в 2025 году пополнил состав другой турецкой команды — «Джизре».